# Dopamin
A dopamin a testben termelődő vegyület, mely a szervezet mindkét jelátviteli rendszerében (a hormon- és idegrendszerben) szerepet játszik.
Az idegrendszerben neuroendokrin-transzmitteri és neurotranszmitteri szerepet tölt be, aktiválva a dopamin-receptorokat. Az agyban neurohormonként és idegsejtek közötti ingerületátvivő vegyületként van jelen (azaz neurotranszmitter). Az emlősök központi idegrendszerében négy fő forrása van: a ventrális tegmentális terület (VTA), a feketeállomány (substantia nigra), a retrorubrális terület és a hipotalamusz. Emellett a retinában is megtalálható.
Fő szerepe hormonként, hogy gátolja a prolaktin felszabadulást a hipofízis elülső lebenyéből.
Neurotranszmitteri funkciója sokoldalú: szerepe van a mozgás koordinálásában, a motivációban, a jutalom-érzésben és predikcióban, a függőség kialakulásában, a munkamemóriában és a végrehajtó funkciókban. A Parkinson-kór neurológiai oka a középagyi dopaminsejtek pusztulása.

## Hatása
A dopamin hatását részben közvetlenül, részben noradrenalin-felszabadítás útján fejti ki. Az alkalmazott dózistól függően vazodilatációt (értágulás) vált ki a koszorúerekben, a vese, máj, mesenterium (bélfodor) és az agy ereiben. Növeli a verőtérfogatot és a perctérfogatot a szívizom kontraktilitásának (összehúzódó képességének) fokozása révén, fokozza a koszorúéri, az agyi és a mesenterikus vérátáramlást, a vese perfúzióját, a vizeletkiválasztást és a nátrium- és káliumkiválasztást a specifikus dopaminerg receptorok stimulálása révén (a vizelet ozmolalitása általában nem csökken), alacsony adagban csökkenti vagy változatlanul hagyja a perifériás rezisztenciát, magas adagban fokozza azt.
Gyógyszerként is használható, mely a szimpatikus idegrendszerre fejti ki hatását, emelve a pulzust és a vérnyomást. Viszont, mivel a dopamin nem képes átjutni a vér-agy gáton, kábítószerként vagy gyógyszerként való használata nem befolyásolja közvetlenül a központi idegrendszert, ehhez ugyanis az erekből a szinapszisba kellene jutnia, amire szerkezete miatt képtelen. Ahhoz, hogy bizonyos betegségekben (pl. Parkinson-kór) szenvedő betegeknek a dopaminszintjét növeljük, annak szintetikus prekurzorát (L-Dopa, más néven levodopa), amolyan elő-dopamint adnak be, mivel ez képes átjutni a vér-agy gáton.
A dopamin egy része inaktív metabolitokká bomlik a májban, a vesében és a plazmában; 85%-a a vizelettel választódik ki 24 órán belül.

## Biokémia
A dopamin szabályos neve 4-(2-aminoetil)benzol-1,2-diol.
A katekolamin-család tagjaként, a dopamin prekurzora (elővegyülete) két neurotranszmitternek, az epinefrinnek (adrenalin), valamint a norepinefrinnek (noradrenalin). 2000-ben Arvid Carlsson fiziológiai és orvostudományi Nobel-díjat kapott, amiért megmutatta, hogy a dopamin nem csak prekurzor, hanem neurotranszmitter is egyben.
A dopamin legfőképpen az agyi ideghálózatban, valamint a mellékvesében képződik. Használatot követően a neuronokban, egész pontosan a vezikulumban tárolódik, várva, hogy a preszinaptikus akciós potenciálra válaszul kikerüljön a szinapszisba.
3 módon inaktiválódhat szerepe befejezésével:
1. a hozzátartozó specifikus transzporter (dopamin-transzporter) visszaveszi
2. enzimatikus bomlás
3. diffúzió

A főszerep az első pontnak jut, az esetek többségében a dopamin visszaszállítódik a preszinaptikus neuronba, ahol vagy lebomlik, vagy visszakerül a vezikulumba, és várja feladatát.

## A dopamin rendszer anatómiája és szerepe az agyban
A dopaminnak több funkciója van az agyban. Pszichológiailag egyik legérdekesebb hatása a jutalmazásban betöltött szerepe. Akkor aktiválódik, ha valamilyen pozitív hatás éri az élőlényt, vagy az élőlény egy jelző inger megjelenését követően jutalomra számít (predikció). Ennek a jutalom-mechanizmusnak az élővilágban betöltött szerepe feltehetőleg az, hogy új viselkedésformákat alakítson ki az élőlényben, melyek újra és újra dopamin-aktiválódáshoz vezetnek.
Az agy dopamin rendszere négy anatómiailag körülhatárolható pályarendszerből áll.

### Mezokortikális pálya: a középagyból az agykéregbe
A mezokortikális pálya a ventrális tegmentumból fut a frontális kéregbe. A frontális lebenyben a dopamin-rendellenesség hanyatlást idézhet elő olyan kognitív funkciókban, mint emlékezés, figyelem, valamint problémamegoldó-képesség. Ezt alátámasztja az is, hogy a skizofréniát, a Tourette-szindrómát és a tikkeket a magas dopaminszint jellemzi (kezelése pl.: haloperidollal), a Parkinson-kórt pedig ugyanezen neurotranszmitter hiánya.

### Mezolimbikus pálya: a középagyból a limbikus (érzelmi) struktúrákhoz
A mezolimbikus pályához a kellemes érzetek, az ösztönös magatartás, a jutalmazás és az addikció kialakulása kapcsolható.
A dopamint többnyire az agy örömközpontjával hozzák kapcsolatba, ahol is élvezetet, örömet stimulál, hogy motiválja a személyt bizonyos cselekedetek végrehajtására, hogy így még több dopaminhoz jusson
A következő dolgokat jutalmazza agyunk dopaminnal:
1. étkezés
2. szex, szerelem kellemes érzete
3. bizonyos kábítószerek
4. semleges cselekvések, melyekhez az agy örömérzetet társít

Ez az elmélet sűrűn vita tárgyát képezi néhány kábítószer esetében (mint a kokain és amfetamin), melyek közvetlen vagy közvetett módon növelik a dopamin-koncentrációt az agy bizonyos területein, ahol is - rendszeres használat következtében - patológiai elváltozásokat okoznak, jóllehet a kokain és amfetamin egymástól független módon fejtik ki hatásukat.
Kokain
A dopamin-transzportert blokkoló hatása következtében gátlódik a visszavétel, miáltal egyre csak gyarapodik a dopaminmolekulák száma a szinaptikus résben, bizonyos esetekben akár 150%-kal is.
Amfetamin
Szerkezete nagyban hasonlít a dopaminéhoz, de ki tud kerülni az erekből, és könnyen eljut a szinapszisba, ahol kiszorítja a dopamint tárolóhelyéről, a vezikulumból, és átveszi a helyét, így a dopaminmolekulák nem képesek oda visszajutni, tehát a szinaptikus résben maradnak.

### Mezostriatális pálya: a középagyból a striátumhoz
A  nigrostriatális pálya  a mozgások kialakításáért felelős. A substantia nigrából kilépő rostok a striatumba szállnak fel és ott elsősorban az akaratlagos és a spontán mozgások szerveződését szabályozzák. A nigrostriatális pálya degenerálódása következtében alakul ki a Parkinson-kór, melynek tünetei között szerepel az önindította mozgás nehézsége (akinézis) és a tremor (remegés).

### Tuberoinfundibuláris pálya
A tuberoinfundibuláris pálya idegsejtjeiből felszabaduló dopamin – melyet korábban prolaktin release inhibiting hormonként (PIF) írtak le – a prolaktin szekréciót szabályozza a hipofízisben. Az itt található laktotróp sejtek prolaktint termelnek, dopamin hiányában folyamatosan.

## Depresszió
Az agyban létrejött hipokrízis befolyásolja az emberi viselkedést. Ez a viselkedés számos következménnyel járhat.

## Terápiás használat

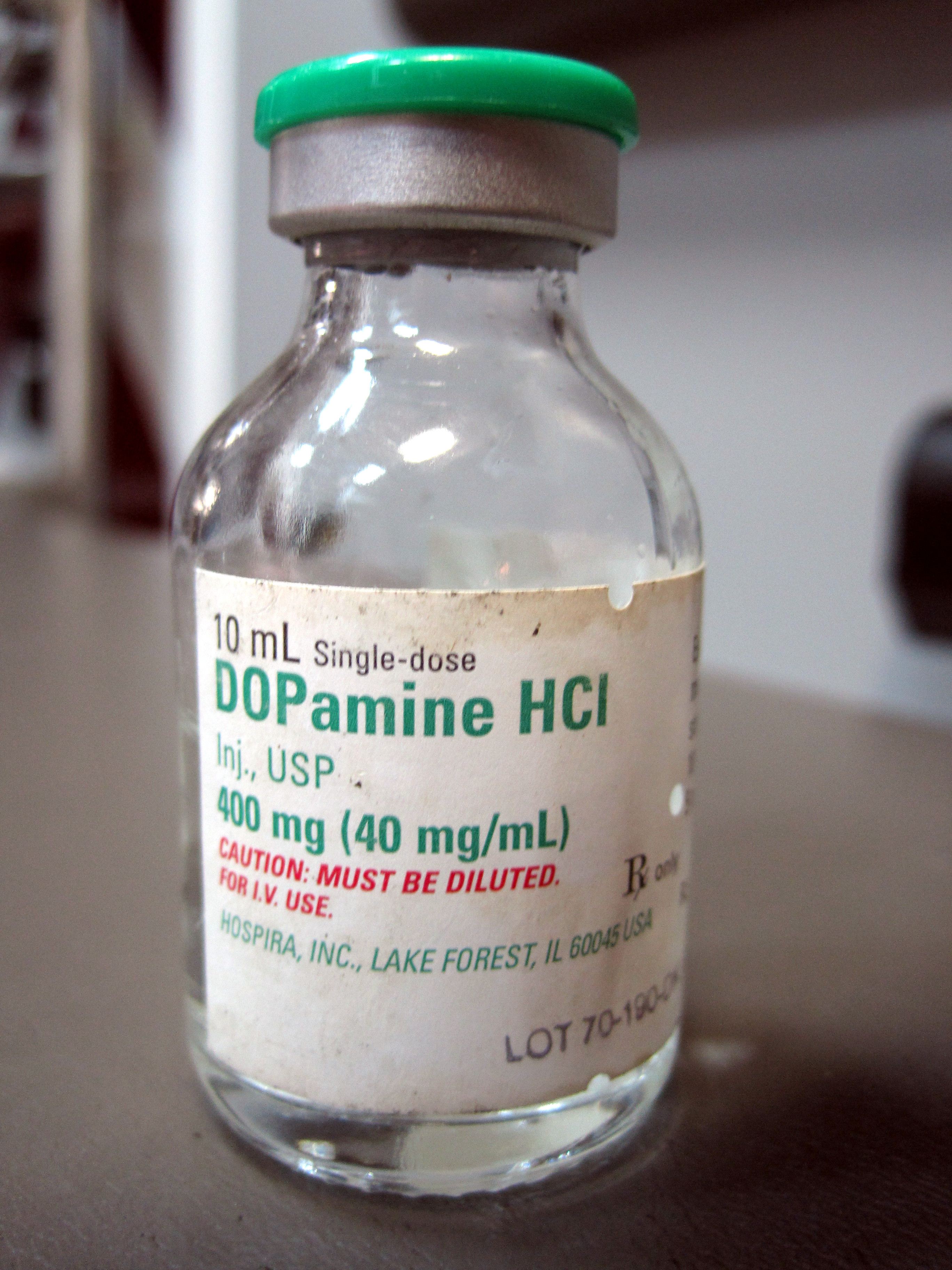
Dopamin-HCl egyadagos üveg intravénás beadáshoz

A dopamint gyógyszerként többek közt Intropin, Dopastat és Revimin néven árusítják. Az Egészségügyi Világszervezet Alapvetőgyógyszer-listáján szerepel . Gyakran használják stimulánsként a súlyos hipotenzió, bradikardia és szívmegállás kezelésére. Különösen fontos ezek újszülöttkori kezelésében. Intravénásan adják. Mivel plazmában a dopamin felezési ideje rövid – felnőttekben körülbelül 1 perc, újszülöttekben 2 perc, koraszülöttekben maximum 5 perc –, folytonosan adagolják intravénásan, nem egy injekcióként.
Dózisfüggően növeli a vesék nátriumexkrécióját, a vizeletkiválasztást, a pulzust és a vérnyomást. Kis dózisban a szimpatikus idegrendszert stimulálva növeli a szívizom-kontrakciós erőt és a pulzust, növelve a vérnyomást és a perctérfogatot. Nagyobb dózisban vasoconstrictiót is okoz, tovább növelve a vérnyomást. Régebbi irodalomban nagyon kis dózisok vesefunkció-növelő hatását is leírták egyéb következmény nélkül, de 2006-os elemzések szerint az ilyen kis dózis nem hatásos, és néha káros is lehet. Míg a hatások egy része a dopaminreceptorok stimulálásából ered, jelentős kardiovaszkuláris hatásokat az α1, a β1 és a β2 adrenerg receptorra gyakorolt hatás okoz.
A dopamin mellékhatásai a vesefunkcióra gyakorolt negatív hatás és az aritmia. Az LD50 59 mg/kg (egér; intravénás adagolás), 95 mg/kg (egér, intraperitoneális), 163 mg/kg (patkány, intraperitoneális), illetve 79 mg/kg (kutya, intravénás).